# Henry John Elwes
Pour les articles homonymes, voir Elwes.
Henry John Elwes est un botaniste et un entomologiste britannique, né le 16 mai 1846 à Cheltenham, dans le comté de Gloucestershire, et mort le 26 novembre 1922 à Colesborne Hall près de Cheltenham.

## Biographie

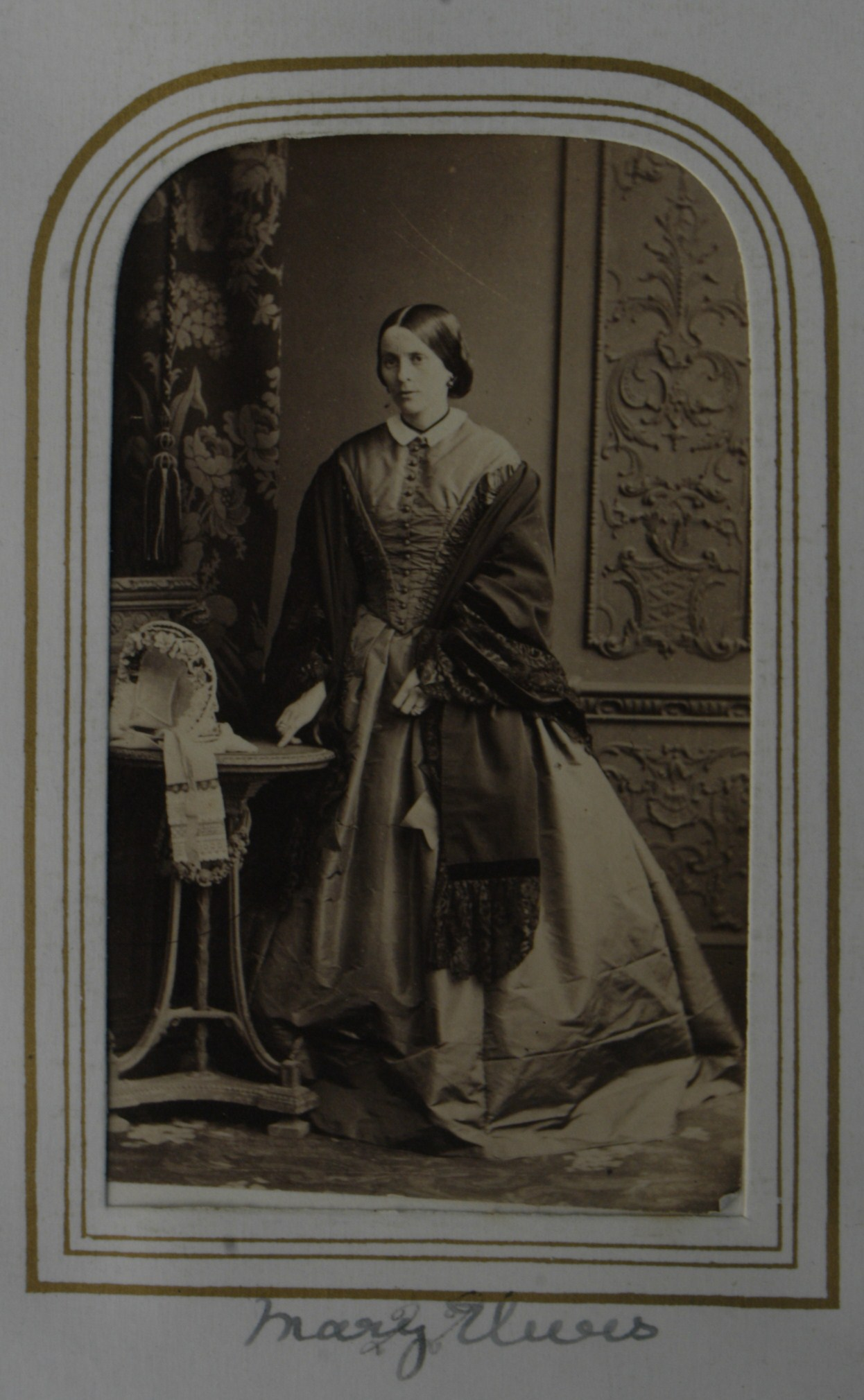
Sa mère : Mary Elwes, née Mary Bromley (1824-1913), fille de l'Amiral Sir Robert Howe Bromley, 3rd Bt.

Il est le fils de John Henry Elwes et de Mary née Bromley. Il fait ses études à Eton. Il entre dans la garde écossaise en 1865. Elwes récolte des plantes et des insectes en Asie mineure, en Turquie, en Inde, au Tibet, en Amérique du Nord, au Mexique, au Chili, en Russie, en Chine, au Japon et à Formose.

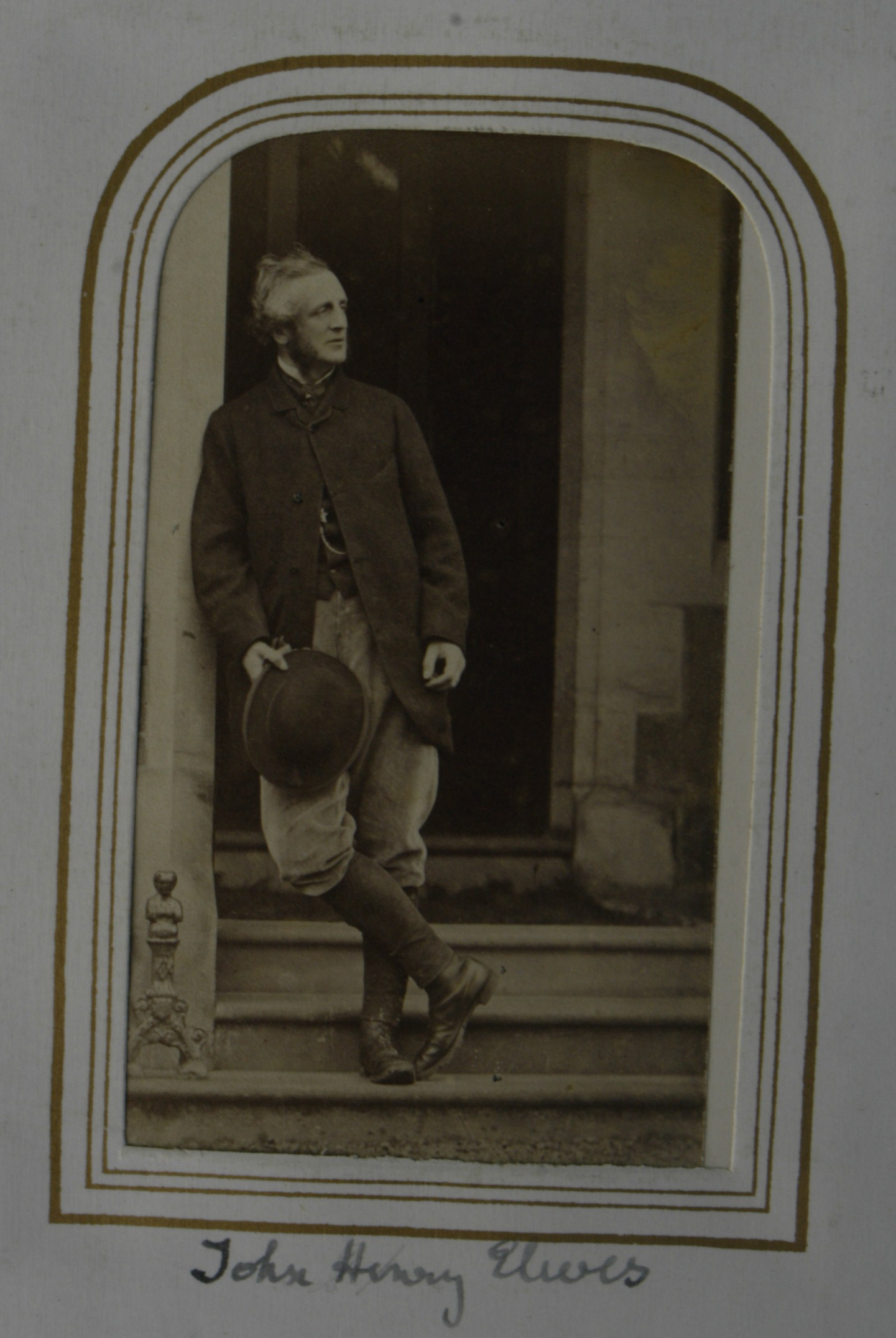
John Henry Elwes (1815–1891), son père.

Il fait partie des premiers récipiendaires, en 1897, de la Médaille Victoria de l'honneur attribuée par la Royal Horticultural Society. Il est l’auteur de Monograph of the Genus Lilium (1880), Trees of Great Britain and Ireland avec Augustine Henry (1857-1930) ainsi que de nombreux articles. Il décrit de nombreuses nouvelles espèces. Il lègue sa collection de 30 000 spécimens de papillons au British Museum.
Il devient membre de la Royal Society le 3 juin 1897.

## Carrière

### Monographie du genre Lilium

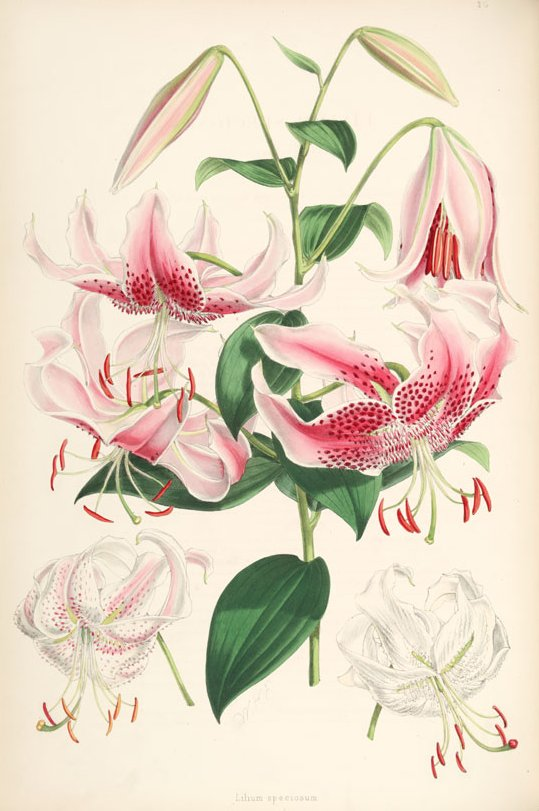
Illustration de Monograph of the Genius Lilium par W. H. Fitch. London: Taylor and Francis, 1877–80.

Le principal centre d'intérêt d'Elwes, en horticulture, réside dans l'étude des bulbes. Il en est alors reconnu comme le meilleur collectionneur privé de son époque. En 1880, il publie Monograph of The Genus Lilium, épaulé par J. G. Baker de Kew Gardens mais il dit peu de choses sur son expérience de jardinier. L'excellence de l'ouvrage se vérifie également dans les illustrations : chaque espèce du genre est dessinée en taille réelle.
Pour un coût total de sept guinées, chacun des 1 880 souscripteurs a reçu, entre mars 1877 et mai 1880, sept parties illustrées de 48 planches réalisées par Walter Hood Fitch (1817–1892).
Dans son jardin, il réussissait alors la culture de la plupart des espèces du genre Lilium.

### Les arbres de Grande-Bretagne et d'Irlande

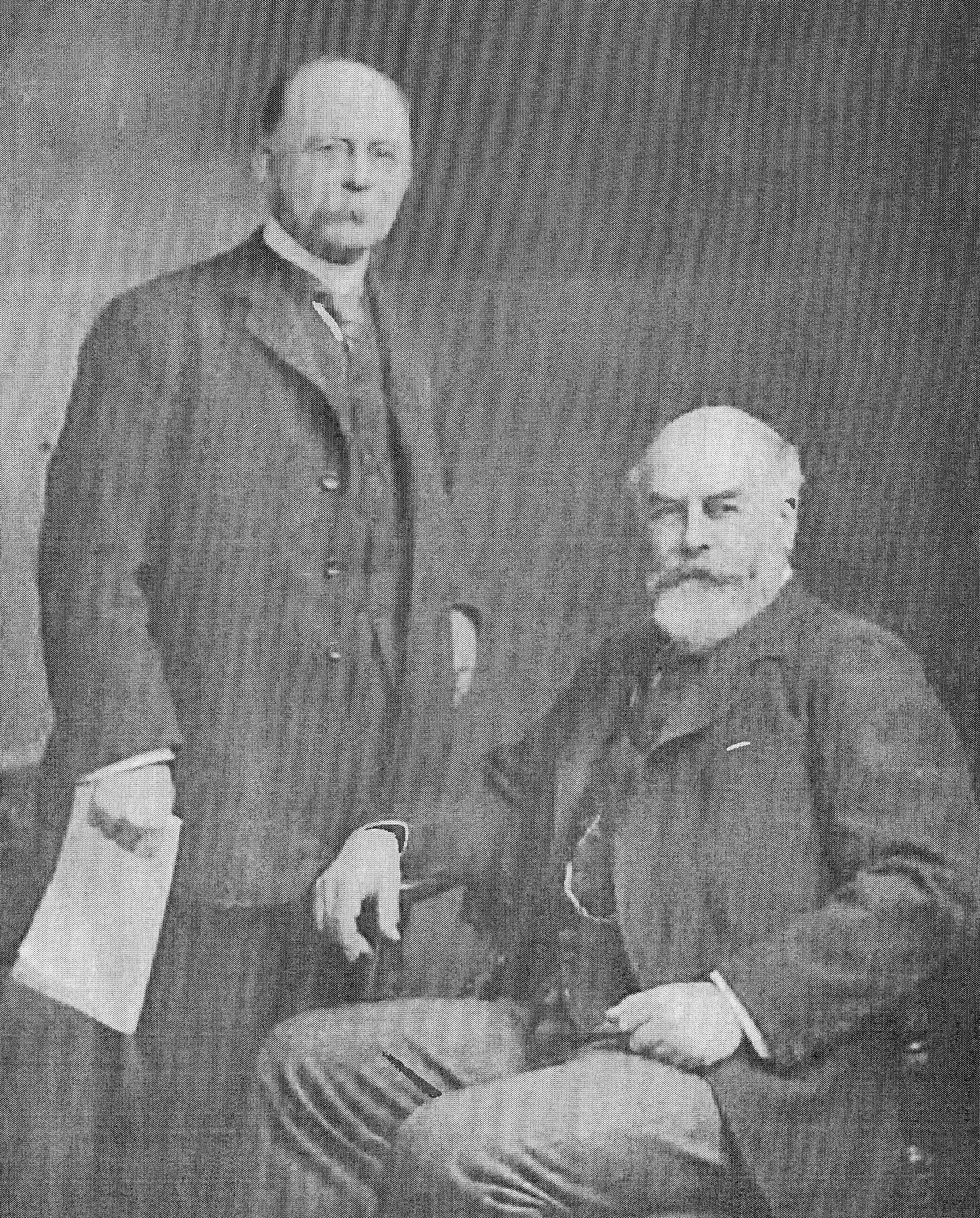
Co-authors Augustine Henry and Elwes, c. 1906

De 1900 à 1913, Elwes entreprend sa plus grande œuvre, The Trees of Great Britain and Ireland, en collaboration avec le botaniste Augustine Henry. Ensemble, en sept gros volumes, ils décrivent toutes les espèces d'arbres poussant dans les îles britanniques. Ils relèvent les plus beaux spécimens visibles. La particularité de la contribution d'Henry vient de ce qu'il introduit un système d'identification utilisant les feuilles, les rameaux et la position des bourgeons pour compléter l'observation, même en l'absence de fruits et de fleurs.
Elwes entreprend de nombreux voyages pour étudier les arbres dans leur situation naturelle, allant jusqu'au Chili pour étudier le « désespoir des singes »  (Araucaria araucana). Son travail reste une source d'information considérable pour les arbres en général et l'arboriculture en particulier.

## Travaux
- Monograph of the Genus Lilium, London : Taylor and Francis, 1877–80.
- On the butterflies of Amurlan, North China, and Japan, 1881, LV-LIX: 856–916.
- The Trees of Great Britain & Ireland, publication privée avec Augustine Henry, 1906.
- On the Lepidopteren of the Altai Mountains, pp. 295–367, pl. XI-XIV, 1899.
- Memoirs of Travel, Sport, and Natural History,édition posthume par E. G. Hawke, Benn, Londres, 1930.